# Estación Juan B. Justo
Juan B. Justo es una estación ferroviaria ubicada en la localidad de Florida, en el partido de Vicente López, zona norte del Gran Buenos Aires, provincia de Buenos Aires. Se trata de una estación intermedia del Ramal Retiro-Mitre de la línea Mitre.

## Arquitectura
Su diseño es similar a la de las estaciones Malaver, Acasusso  y Padilla, entre otras, pero se diferencia de ellas en su pronunciada curvatura.

## Historia
En 1887 el presidente de la Nación el Dr. Miguel Juárez Celman, le otorgó a Emilio Nouguier la concesión de un ramal ferroviario a construir entre la estación Belgrano R (Ferrocarril de Buenos Aires a Rosario) y el pueblo de Las Conchas (Tigre). La nueva empresa se denominó “Compañía Nacional de Ferrocarriles Pobladores”. Sin embargo, hacia fines de 1889 se detuvieron los trabajos de construcción ante las dificultades que tenía la empresa para obtener créditos y el ramal termina pasando a manos del Ferrocarril de Buenos Aires a Rosario. La primera sección del ramal, conformada por las estaciones Coghlan, Luis María Saavedra, Florida y Bartolomé Mitre, se inaugura el 1 de febrero de 1891.
La estación Juan B. Justo, intermedia entre Luis María Saavedra y Florida, se inaugura el 27 de julio de 1931, originalmente bajo el nombre de Parada KM 14, adquiriendo su actual nombre el 29 de julio de 1932.

## Imágenes

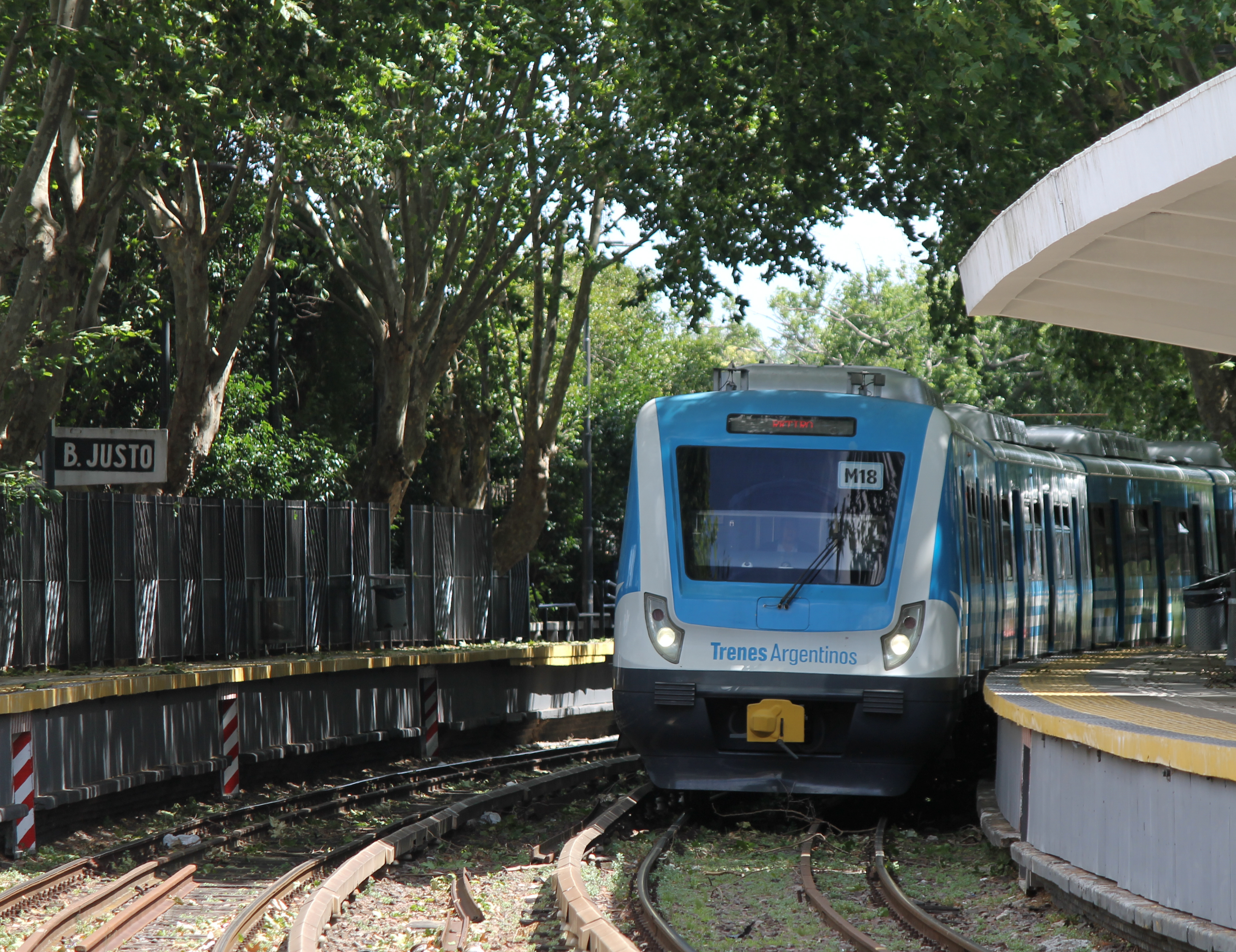
Estación Juan B. Justo en verano.